# Peter Hommel
Peter Hommel (* 20. November 1925; † 20. Juli 2012) war ein deutscher Klassischer Archäologe.
Peter Hommel war der Sohn des Klassischen Philologen Hildebrecht Hommel. Er studierte Klassische Archäologie und wurde im April 1952 an der Ruprecht-Karls-Universität Heidelberg bei Reinhard Herbig mit einer Arbeit zu römischen Figurengiebeln promoviert. 1952/53 erhielt er das Reisestipendium des Deutschen Archäologischen Instituts. Anschließend war er unter dem Grabungsleiter Gerhard Kleiner bei den Ausgrabungen von Milet tätig. Bis zu seiner Pensionierung 1991 war er Kustos der Antikensammlung des Archäologischen Instituts der Universität Frankfurt. Seine Nachfolgerin als Kustodin wurde Ursula Mandel.
Sein Sohn ist der Oboist Christian Hommel (* 1963).

## Veröffentlichungen
- Studien zu den römischen Figurengiebeln der Kaiserzeit. Gebr. Mann, Berlin 1954.
- mit Gerhard Kleiner, Wolfgang Müller-Wiener: Panionion und Melie (= Jahrbuch des Deutschen Archäologischen Instituts. Ergänzungsheft 23). de Gruyter, Berlin 1967.
- Antike Kleinkunst aus der Sammlung des Archäologischen Instituts der Universität Frankfurt. Frankfurt 1991.

| Personendaten    | Personendaten                    |
| ---------------- | -------------------------------- |
| NAME             | Hommel, Peter                    |
| KURZBESCHREIBUNG | deutscher Klassischer Archäologe |
| GEBURTSDATUM     | 20. November 1925                |
| STERBEDATUM      | 20. Juli 2012                    |